# Maicol Verzotto
Maicol Verzotto (Bresanona, 24 de mayo de 1988) es un deportista italiano que compitió en saltos de trampolín y  plataforma.
Ganó una medalla de bronce en el Campeonato Mundial de Natación de 2015 y tres medallas en el Campeonato Europeo de Natación, en los años 2016 y 2017.

## Palmarés internacional
| Campeonato Mundial | Campeonato Mundial    | Campeonato Mundial | Campeonato Mundial           |
| Año                | Lugar                 | Medalla            | Prueba                       |
| ------------------ | --------------------- | ------------------ | ---------------------------- |
| 2015               | Kazán (Rusia)         | Medalla de bronce  | Trampolín 3 m sincro mixto   |
| Campeonato Europeo |                       |                    |                              |
| Año                | Lugar                 | Medalla            | Prueba                       |
| 2016               | Londres (Reino Unido) | Medalla de plata   | Trampolín 3 m sincro mixto   |
| 2017               | Kiev (Ucrania)        | Medalla de oro     | Trampolín 3 m sincro mixto   |
| 2017               | Kiev (Ucrania)        | Medalla de bronce  | Plataforma 10 m sincro mixto |